# Basilia burmensis
Basilia burmensis är en tvåvingeart som först beskrevs av Oskar Theodor 1954.  Basilia burmensis ingår i släktet Basilia och familjen lusflugor. Inga underarter finns listade i Catalogue of Life.